# Motion (album zespołu Almah)
Motion jest trzecim albumem studyjnym brazylijskiego zespołu Almah, a jednocześnie ostatnim wydanym z Paulem Schroeberem i Felipe'em Andreolim w składzie.

## Lista utworów
1. Hypnotized
2. Living and Drifting
3. Days of the New
4. Bullets on the Altar
5. Zombies Dictator
6. Traces of Trait
7. Soul Alight
8. Late Night in 85'
9. Daydream Lucidity
10. When and Why

## Twórcy
- Edu Falaschi – wokal, instrumenty klawiszowe
- Marcelo Barbosa – gitara
- Paulo Schroeber – gitara
- Felipe Andreoli – bas
- Marcelo Moreira – perkusja

## Goście
- Tiago Bianchi – wokal (Daydream Lucidity)[1]
- Victor Cutrale – wokal (Zombies Dictator)[1]
- Edu Cominato – wokal (Hypnotized, Days of the New)[1]
- Tito Falaschi – instrumenty klawiszowe[1]